# KTM-11
KTM-11（ロシア語: КТМ-11）は、ロシア連邦の鉄道車両メーカーであるウスチ＝カタフスキー車両製造工場が1992年から1995年にかけて製造した電車。路面電車を高規格化・地下化した路線へ向けて設計された車両で、71-611という形式番号も有する。

## 概要・運用
1960年代以降、ソビエト連邦では中規模都市の混雑解消の一環として、従来地上や道路上を走っていた路面電車の一部を地下に移し高速運転を可能とした高規格路線「メトロトラム」計画が策定され、1980年代にヴォルゴグラード（ヴォルゴグラード・メトロトラム）とクルィヴィーイ・リーフ（クルィヴィーイ・リーフ・メトロトラム）で開通した。これらの路線に適した車両として設計された車両がKTM-11（71-611）である。
同時期に製造されていたウスチ＝カタフスキー車両製造工場製の路面電車であるKTM-8（71-608）を基にした車体を有するが、終端にループ線が存在しない、プラットホームが両側に存在するなどの条件が存在するメトロトラムに対応するため、車体の両側に乗降扉が設置されている。また、2両 - 4両編成の連結運転が可能なように総括制御が可能な機器が搭載されている。車内の座席は大型規格の地下鉄車両と同様にロングシートが設置されている。
1990年にクルィヴィーイ・リーフ市からの要請を受けて開発が始まり、まず1992年に試作車（2両編成1本）が完成しヴォルゴグラード・メトロトラムで試験運転が実施された。その中で屋根上に設置された静的コンバータの信頼性や加減速の性能に問題が指摘され、翌1993年から1995年まで製造されクルィヴィーイ・リーフ・メトロトラムに導入された量産車ではそれらの改良が実施され、車両限界の都合上コンバータは床下に移設された。この量産車11両の編成の内訳は2両編成1本と3両編成3本であり、うち3両編成の中間には運転台や集電装置が設置されていない中間電動車のKTM-11P（71-611P、71-611П）が連結されている。2015年の時点で10両が残存しており、うちヴォルゴグラードから譲渡された2両がヴォルシスキー市電に、8両はクルィヴィーイ・リーフ・メトロトラムに引き続き在籍する。